# Pedro Gregori
Pour les articles homonymes, voir Gregori.
Gregori  Martínez est un nom espagnol. Le premier nom de famille, en général paternel, est Gregori ; le second, en général maternel, souvent omis, est Martínez.
Pedro Gregori Martínez , né le 19 août 1987 à Paterna, est un coureur cycliste espagnol.

## Biographie
Venu du tennis, Pedro Gregori se lance dans le cyclisme en 2007, à l'âge de 19 ans. En 2013, il remporte le Tour de Galice, sa première victoire finale sur une course par étapes. Il gagne également une étape du Tour de Castellón et la Subida a Urraki.
Il devient coureur professionnel en 2017 au sein de la nouvelle équipe continentale Bolivia. Victime d'impayés, il décide finalement de quitter cette formation début mai. Il redescend alors chez les amateurs, au sein du club Cortizo-Anova. Durant l'été, il s'impose sur la deuxième étape du Tour de Zamora.

## Palmarès
- 2012
  - Champion de la province de Valence sur route (Ronde du Maestrazgo)
- 2013
  - 2e étape du Tour de Castellón
  - Subida a Urraki
  - Classement général du Tour de Galice
  - 2e du Trofeo Ayuntamiento de Zamora
  - 2e du Tour d'Ávila
- 2014
  - Ronde du Maestrazgo
  - 2e du Trofeo Ayuntamiento de Zamora
  - 2e du Gran Premio Primavera de Ontur
- 2015
  - Mémorial Salvador March
  - Trofeo San Juan y San Pedro
- 2016
  - Trofeo Social La Esperanza
  - Clásica de Pascua
  - 2e du Trofeo San Juan y San Pedro
  - 3e du Tour de Galice
- 2017
  - 2e étape du Tour de Zamora
- 2022
  - 2e et 5e épreuves du Giro Moscato
- 2023
  - Trofeo Semana Deportiva